# Joan Cornellà
Joan Cornellà Vázquez (Barcelona, 11 de janeiro de 1981) é um cartunista e ilustrador espanhol, famoso por suas tirinhas humorísticas inquietantes, de humor surreal e humor ácido.

## Obras
- Abulio (2010)
- Fracasa Major (2012)
- Mox Nox (2013)
- Zonzo (2015)